# Хаиха
Ха́иха (укр. Хаїха) — село,
Мартыновский сельский совет,
Ичнянский район,
Черниговская область,
Украина.
Код КОАТУУ — 7421786403. Население по переписи 2001 года составляло 27 человек .

## Географическое положение
Село Хаиха находится на расстоянии в 4,5 км от сёл Рожновка и Мартыновка.

## История
- 1500 год — дата основания.
- Есть на карте 1869 года как хутор без названия.[2]